# Baldur’s Gate: Dark Alliance
Baldur’s Gate: Dark Alliance („Baldurs Tor: Dunkle Allianz“) ist ein Action-Rollenspiel des amerikanischen Spieleentwicklers Snowblind Studios im Auftrag des US-amerikanischen Publishers Interplay Entertainment. Der Titel des Spiels verweist auf die erfolgreiche Computerspielserie Baldur’s Gate, zu dem es außer dem Namen jedoch keinerlei Bezug hat.
Baldur’s Gate: Dark Alliance erschien im Dezember 2001 zunächst für die Spielkonsole PlayStation 2 und wurde 2002 auf Xbox und Nintendo GameCube portiert.
2021 erschien das Spiel erneut für PlayStation 4, Xbox One und Nintendo Switch sowie die Betriebssysteme Linux, Windows und macOS. Bei der Neuveröffentlichung handelt es sich allerdings um ein Remake bzw. Reboot des Spiels von 2001 mit deutlichen Änderungen nicht nur der Optik (Third-Person-Perspektive statt Isometrische Perspektive), sondern auch in der Spielmechanik. Klarer Schwerpunkt bei der Neuauflage ist das kooperative Spiel mit bis zu vier Spielern, einen Einzelspieler-Modus gibt es allerdings auch.

## Handlung
Im Spiel wird die Bedrohung der Stadt Baldurs Tor durch Eldrith die Verräterin und die von ihr geführte, für das Spiel namensgebende Dunkle Allianz beschrieben. Die ehemalige Generalin der Stadt versucht sich mit Hilfe ihrer Verbündeten an den Herzögen der Stadt für ihren Tod und die unterlassene Hilfeleistung in ihrem Kampf gegen die Orks zu rächen.
Das Introvideo des Spiels beschreibt die Ankunft der drei möglichen Spielercharaktere (der menschliche Bogenschütze Vahn, die Elfenzauberin Adrianna und der Zwerg Komlrech) in der Stadt Baldurs Tor und wie sie Opfer eines Überfalls einer Diebesgilde werden. Diese Diebesgilde beherrscht erst seit kurzer Zeit die nächtlichen Straßen der Stadt und stellt eine zunehmende Bedrohung für die Sicherheit der Bewohner dar. Ausgehend von der Elfenliedtaverne in Baldurs Tor begibt sich der Spieler auf die Suche nach den Hintermännern der Organisation und stößt dabei auf die groß angelegte Verschwörung, die über das direkte Umfeld der Stadt hinausreicht. Mit Hilfe von Reiseportalen gelangt der Spieler in weitere Bereiche der Baldurs Tor umgebenden westlichen Herzlande und stößt am Ende im Chelimber Moor auf den sogenannten Onyxturm. In ihrem Exil muss der Spieler Eldrith besiegen, um das Spiel zu beenden.
Eine Besonderheit der Erzählung ist, dass, obwohl der Spieler sich auf einen der drei Charaktere festlegt und diesen alleine durch die Spielwelt lenkt, immer von einem gemeinsamen Vorgehen der drei Heldencharaktere ausgegangen wird.

## Spielprinzip
Baldur’s Gate: Dark Alliance ist ein Konsolenableger des Computer-Rollenspiels Baldur’s Gate in der Rollenspielwelt von Dungeons & Dragons. Es gibt jedoch keinerlei Gemeinsamkeit bezüglich der Handlung oder Spielweise. Dark Alliance ist ein Action-Rollenspiel im Stil von Diablo. Der Spieler wählt seinen Hauptcharakter zu Beginn aus drei vorgegebenen Figuren aus: dem Arkanen Bogenschützen Vahn, der Elfenmagierin Adrianna und dem Zwergenkrieger Kromlech. Zusätzlich wird nach dem erfolgreichen Beenden des Spiels mit Drizzt Do’Urden ein Bonuscharakter freigeschaltet. Eine freie Charaktergenerierung wie in Baldur’s Gate oder Icewind Dale entfällt weitestgehend.
Der Spieler steuert seinen einzigen Charakter direkt mit Hilfe des Gamepads aus einer Überblicks-Perspektive, mit einer frei drehbaren und in drei Stufen hereinzoombaren Kamera. Das Kampfgeschehen wird in Echtzeit ausgespielt. Durch das Lösen von Aufgaben und das Töten von Gegnern sammelt der Spieler wie in Rollenspielen üblich Erfahrungspunkte, die es beim Erreichen gewisser Punktegrenzen erlauben, die Fähigkeiten der Spielfigur auszubauen. Die Entwicklungsmöglichkeiten der Charaktere sind durch einen sehr begrenzten Fähigkeitenbaum in vergleichsweise engen Grenzen vorgegeben. Die Fähigkeitenauswahl ist vorwiegend kampforientiert. Zugunsten des actionorientierten Spielprinzips und damit im Gegensatz des zugrundeliegenden D&D-Regelwerks wird für das Verwenden von Zaubersprüchen Manaenergie verbraucht. Das Vorbereiten von Sprüchen entfällt dadurch. Neben actionorientierten Kämpfen gibt es Geschicklichkeits- und Sprungpassagen, sowie einfache Schalterrätsel. Zum Speichern des Spielstandes muss der Spieler spezielle Speicherpunkte in der Spielwelt aufsuchen.
Die Einzelspielerkampagne kann auf Wunsch auch mit einem zweiten Mitspieler in einem kooperativen Modus durchgespielt werden.

## Entwicklung
Ursprünglich wollte Interplay Baldur's Gate auch für die PlayStation umsetzen. Die Umsetzung kam nie zustande, stattdessen setzte Interplay auf das Spielprinzip eines Action-Rollenspiels, um Konsolenspieler anzusprechen. Das Spiel ist eine gemeinschaftliche Entwicklung von Interplay und Snowblind Studios. Während die Technik von Snowblind selbst entwickelt wurde, stammt das Design des Spiels u. a. von dem damaligen Black-Isle-Mitarbeiter Chris Avellone. Die Rollenspielabteilung Interplays beaufsichtigte auch die Produktion des Titels.

### Versionen
Das Spiel erschien ursprünglich am 3. Dezember 2001 für die Spielkonsole für PlayStation 2. Der finanzielle Erfolg des Spiels führte zu Portierungen zunächst für die Konsolen Xbox und GameCube. Erstere wurde durch den Entwickler Snowblind Studios erstellt und erschien am 22. Oktober 2002, letztere war das Werk des Entwicklers High Voltage Software und erschien am 18. November 2002.
Zeitnah zur Veröffentlichung des Nachfolgetitels Baldur’s Gate: Dark Alliance 2 erschien nach langer Verzögerung am 5. Februar 2004 eine von Magic Pockets angepasste Version von Dark Alliance für den Game Boy Advance. Diese Version erhielt anders als die Konsolenfassung eine Altersfreigabe ab 6 Jahren.

### Technik
Dark Alliance nutzt eine von Snowblind Studios unter Leitung von Ezra Dreisbach selbst entwickelte, bei Release sehr hochwertige Grafikengine. Insbesondere die Wassereffekte waren bei Ersterscheinen im Vergleich zu bisherigen Spielen sehr fortschrittlich. Durch die Lizenzierung an weitere Unternehmen und Verwendung in weiteren Spielen wurde sie nachträglich oft als Dark-Alliance- oder auch Snowblind-Engine bezeichnet.
Für den Game Boy Advance wurde das Spiel auf eine zweidimensionale Grafikengine portiert, die das Geschehen aus einer unveränderlichen isometrischen Perspektive zeigt. Aufgrund der geringeren Hardwareleistung wurden dabei im Vergleich zu den Konsolenfassungen einige Veränderungen vorgenommen. Während der Spielverlauf identisch blieb und auch die optische Gestaltung der 2D-Levels sichtbar an die Originaldarstellung angelehnt war, mussten einige Level in der Größe angepasst oder modifiziert werden. Unter anderem entfielen die Sprungpassagen. Die Engine beherrschte die Echtzeitberechnung des Schattenwurfs von Spielfiguren. Für den Spielercharakter existierte unabhängig von Geschlechte und Typ nur ein Figurenmodell. Ein individuelles Erscheinungsbild kann über Ausrüstungsgegenstände erreicht werden, die das Aussehen der Figur ändern. Aufgrund der Speicherplatzbeschränkung des Datenträgers ist lediglich das Anlegen eines Spielstands möglich. Im Gegensatz zur Konsolenfassung kann der Spieler dafür jederzeit speichern. Ein Soundtrack, wie bei den Konsolenfassungen, existiert nicht.

### Musik
Die Musik zum Spiel stammt von Jeremy Soule.

### Nachfolger
Der direkte Nachfolger zu Baldur’s Gate: Dark Alliance wurde von den Black Isle Studios entwickelt und erschien in Deutschland am 6. Februar 2004 für die Spielkonsolen PlayStation 2 und Xbox.

## Rezeption

### Rezensionen
Dark Alliance wurde von der Presse sehr gut aufgenommen. Am besten bewertet wurde dabei die PS2-Fassung (Metacritic: 87 von 100), vor der Xbox- und Gamecube-Version (Metacritic: 83 (Xbox) / 79 (GC)).
Gelobt wurden neben Grafik und Soundkulisse die gelungene Abwechslung im Spielablauf und die große Auswahl an Ausrüstungsgegenständen. Kritisiert wurde hingegen die kurze Spieldauer und die geringen Wahlmöglichkeiten bei Charakterauswahl und -entwicklung. Viele Rezensenten heben zudem hervor, dass trotz des Titels Baldur’s Gate keinerlei Gemeinsamkeiten mit der Baldur’s-Gate-Reihe bestünden.
Die GameCube-Fassung erhielt deutlich schlechtere Wertungen als die anderen Versionen. Sie wurde als schlechte Portierung eines guten Spiels bezeichnet. Bemängelt wurde die reduzierte Grafik mit regelmäßigen Einbrüchen der Framerate.
Die angepasste Version für Game Boy Advance erhielt auf Metacritic eine durchschnittliche Wertung von 76 von 100. Die grafische Leistung, die große Nähe zum Original und die zahlreichen unterschiedlichen Ausrüstungsgegenstände und Gegner wurden dabei gelobt. Kritisiert wurde dagegen die Beschränkung auf einen Speicherplatz, sowie das Fehlen von Level-Übersichtskarten und eines Mehrspielerparts.
Retrospektiv urteilte das Magazin Retro Gamer 2019, dass Baldur’s Gate: Dark Alliance mit seiner „Einfachheit (...) den Nerv der actionorientierten Konsolenspieler“ getroffen habe, allerdings „jeden, der am 'echten' Baldur's Gate  die Komplexität und die Charaktertiefe“ geschätzt habe, verschrecken würde.

### Auszeichnungen
2002 zeichnete die Academy of Interactive Arts & Sciences Baldur’s Gate: Dark Alliance als Bestes Konsolenrollenspiel des Jahres 2002 aus. Das Spiel erhielt außerdem den Editors' Choice Award von IGN.

### Verkaufszahlen
Anlässlich einer Pressemitteilung vom 24. März 2003 gab Interplay bekannt, dass das Spiel auf allen Plattformen zusammengenommen eine Million Mal verkauft wurde, davon mehr als 500.000 Mal für PlayStation 2.